# Relazioni bilaterali tra Italia e Albania
Le relazioni bilaterali tra Italia e Albania fanno riferimenti ai rapporti diplomatici tra la Repubblica Italiana e la Repubblica d'Albania. L'Italia ha un'ambasciata a Tirana e un consolato generale a Valona. L'Albania ha un'ambasciata a Roma e due consolati generali, a Bari e a Milano.
Complice la forte presenza di minoranze albanesi in Italia, fra tutti gli arbëreshë, le due nazioni mantengono relazioni diplomatiche e di amicizia, con frequenti incontri tra esponenti dei due governi. Entrambi i paesi sono membri di varie organizzazioni internazionali e condividono una visione simile dell'area balcanica e dello scenario globale in generale. L'Italia, inoltre, è una forte sostenitrice dell'adesione dell'Albania all'Unione Europea.
Numerose sono le analogie storiche e culturali tra italiani e albanesi: in Albania vi sono 20.000 immigrati italiani ed è anche presente una comunità indigena di 5.000 italiani.
Le due nazioni sono membri della NATO e del Consiglio d'Europa. In quanto membro fondatore dell'Unione Europea, l'Italia supporta l'Albania nel suo processo di integrazione europea ed è considerato uno dei suoi principali partner.

## Storia

### Età moderna

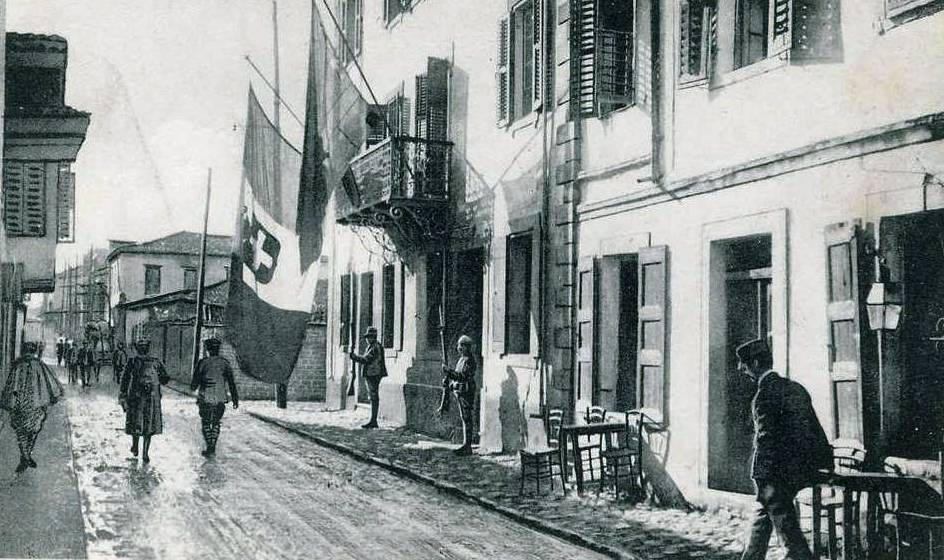
Soldati italiani a Valona, Albania, durante la prima guerra mondiale. La bandiera italiana, con lo stemma dei Savoia, è raffigurata accanto alla bandiera albanese sulla balconata del quartier generale italiano.

Bandiera del Regno d'Albania (1939-1943) istituita da Vittorio Emanuele III, il 28 settembre 1939.

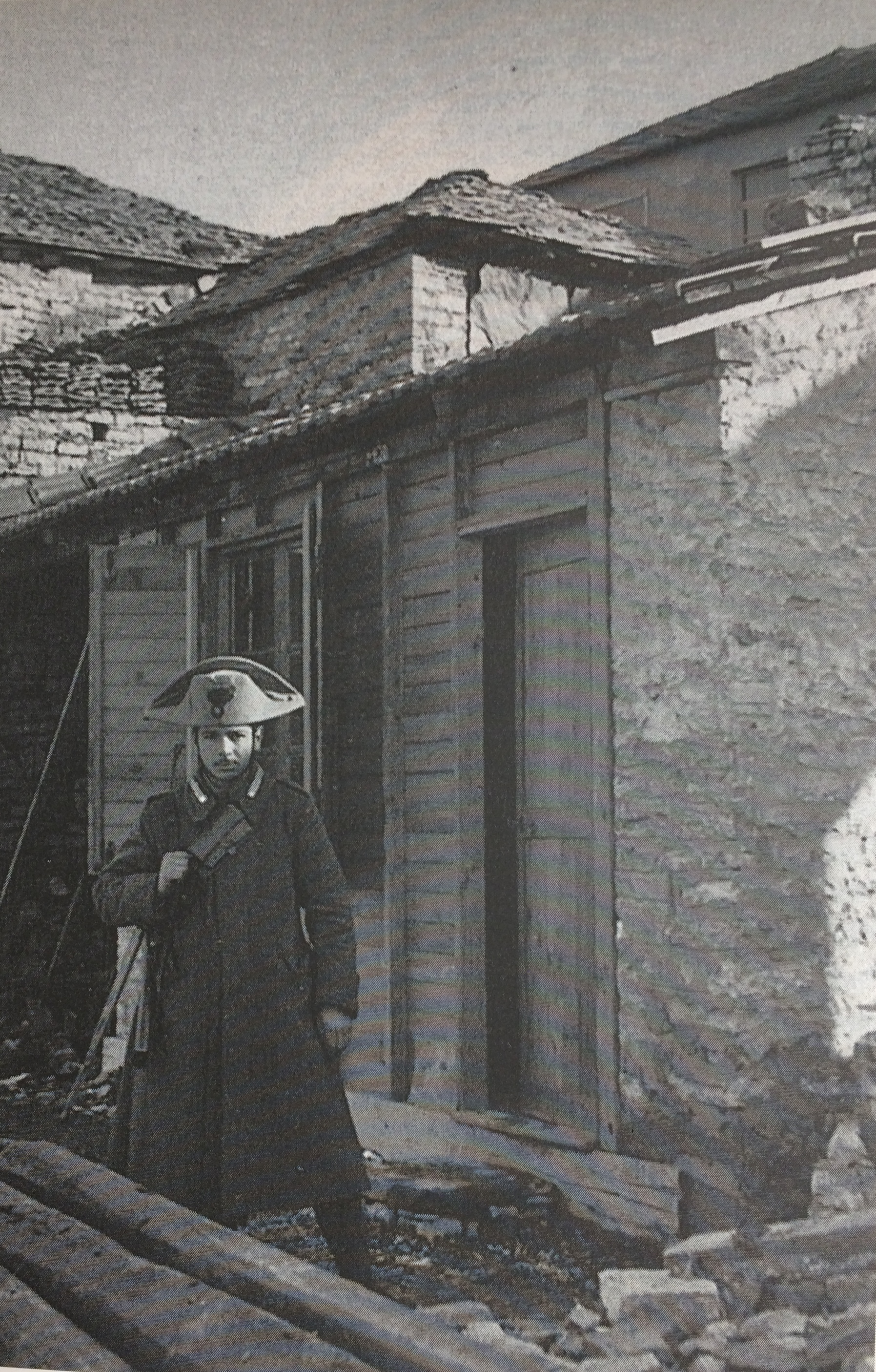
La casetta dei Carabinieri ad Argirocastro.

Le relazioni tra i due paesi sono precedenti al 1912, data d'indipendenza dai turchi-ottomani, tuttavia dal 28 novembre vi fu il supporto da parte del Regno d'Italia alla dichiarazione d'indipendenza dell'Albania.
Durante la prima guerra mondiale, l'Albania divenne protettorato Italiano, allo scopo di garantire l'indipendenza albanese sotto il controllo italiano. Questo protettorato durò dal 23 giugno 1917 fino all'estate del 1920. Tra il 4 giugno e il 3 settembre 1920, una serie di battaglie tra la guarnigione italiana di Valona e i nazionalisti albanesi portarono al ritiro delle truppe italiane e alla dissoluzione del Protettorato d'Albania.
In seguito, durante il periodo monarchico e il regno di Zog I, l'Italia divenne l'alleato principale dell'Albania, instaurando nuovamento un protettorato sul piccolo regno. L'italiano cominciò ad essere insegnato nelle scuole del paese come seconda lingua e l'economia albanese divenne dipendente dai prestiti e dagli aiuti economici italiani. Nella primavera del 1925 furono firmate due importanti concessioni: la prima concedeva il diritto alla creazione di una banca nazionale albanese mentre la seconda riguardava lo stabilimento di una compagnia italiana (la SVEA) allo scopo di sviluppare l'economia albanese. In seguito fu fondata la Banca nazionale dell'Albania, con capitale italiano, e l'Italia supportò l'emissione e l'introduzione della valuta ufficiale albanese, il lek.
Il 7 aprile 1939, le truppe fasciste invasero l'Albania. Nonostante alcune resistenze, in particolare a Durazzo, si trattò di un'operazione di breve durata. Zog I fu costretto all'esilio e il paese fu annesso all'impero italiano, come regno in unione personale con la Corona italiana.
In seguito alla capitolazione italiana nel 1943, l'Albania fu occupata dalla Germania e, dopo la fine della guerra, le relazioni fra Italia e Albania si interruppero.
Con la caduta del comunismo in Albania, furono ristabilite le relazioni tra i due paesi. In seguito alla caduta del regime comunista, l'Italia fu la principale meta degli emigrati albanesi, venendo vista come un simbolo del mondo occidentale. Dal marzo 1997, l'Italia ha cercato di rallentare i flussi migratori, fornendo supporto per la ripresa dell'economia albanese. L'Italia, inoltre, intervenne in Albania per sedare la ribellione anarchica di quell'anno, promuovendo la missione Alba.

## Relazioni economiche

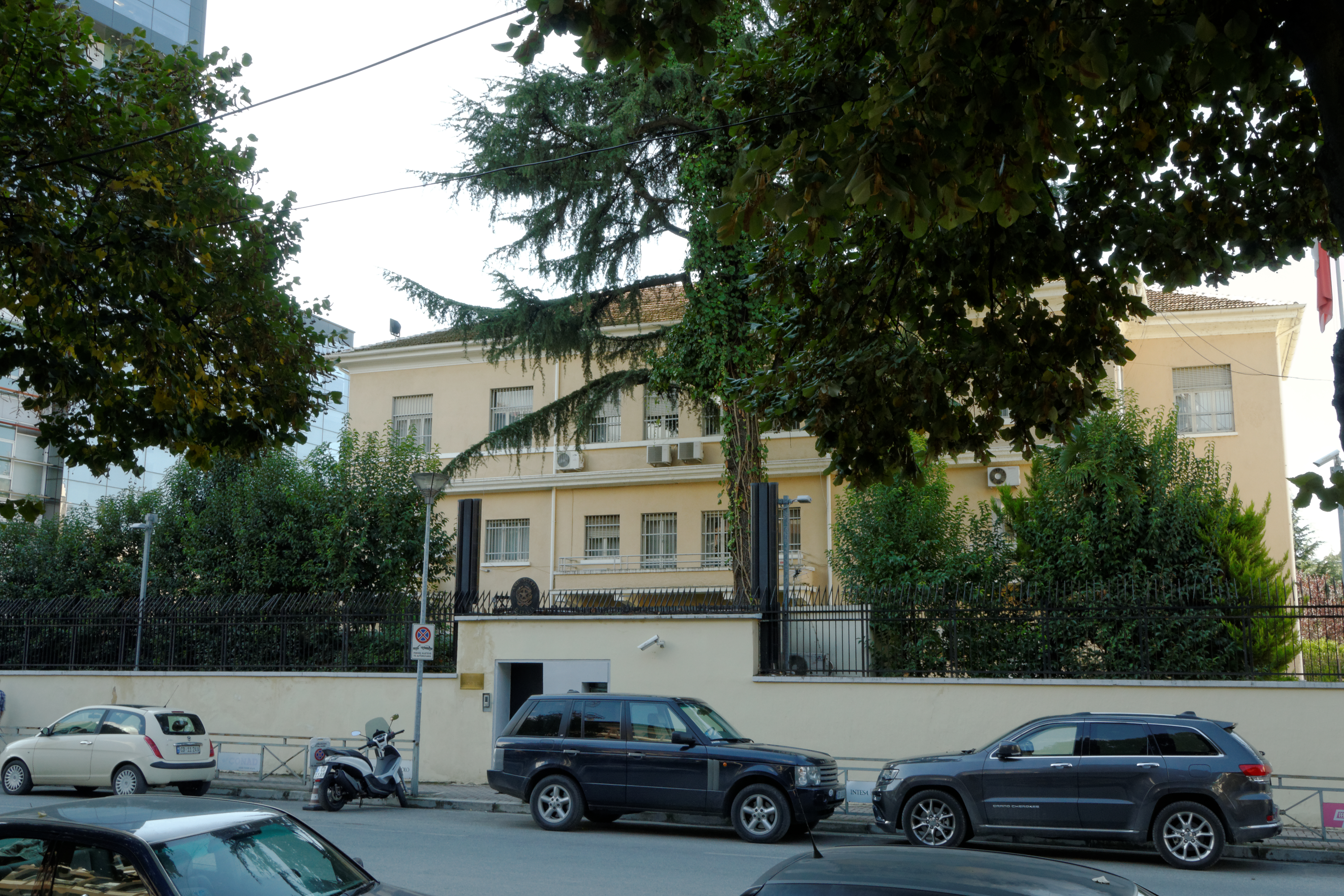
L'ambasciata italiana a Tirana.

L'Italia è il principale esportatore (42,8% del totale) e importatore (33,4%) dell'Albania. L'Italia ha inoltre finanziato vari progetti in ambito politico, giudiziario, turistico ed energetico.

## Relazioni religiose e culturali

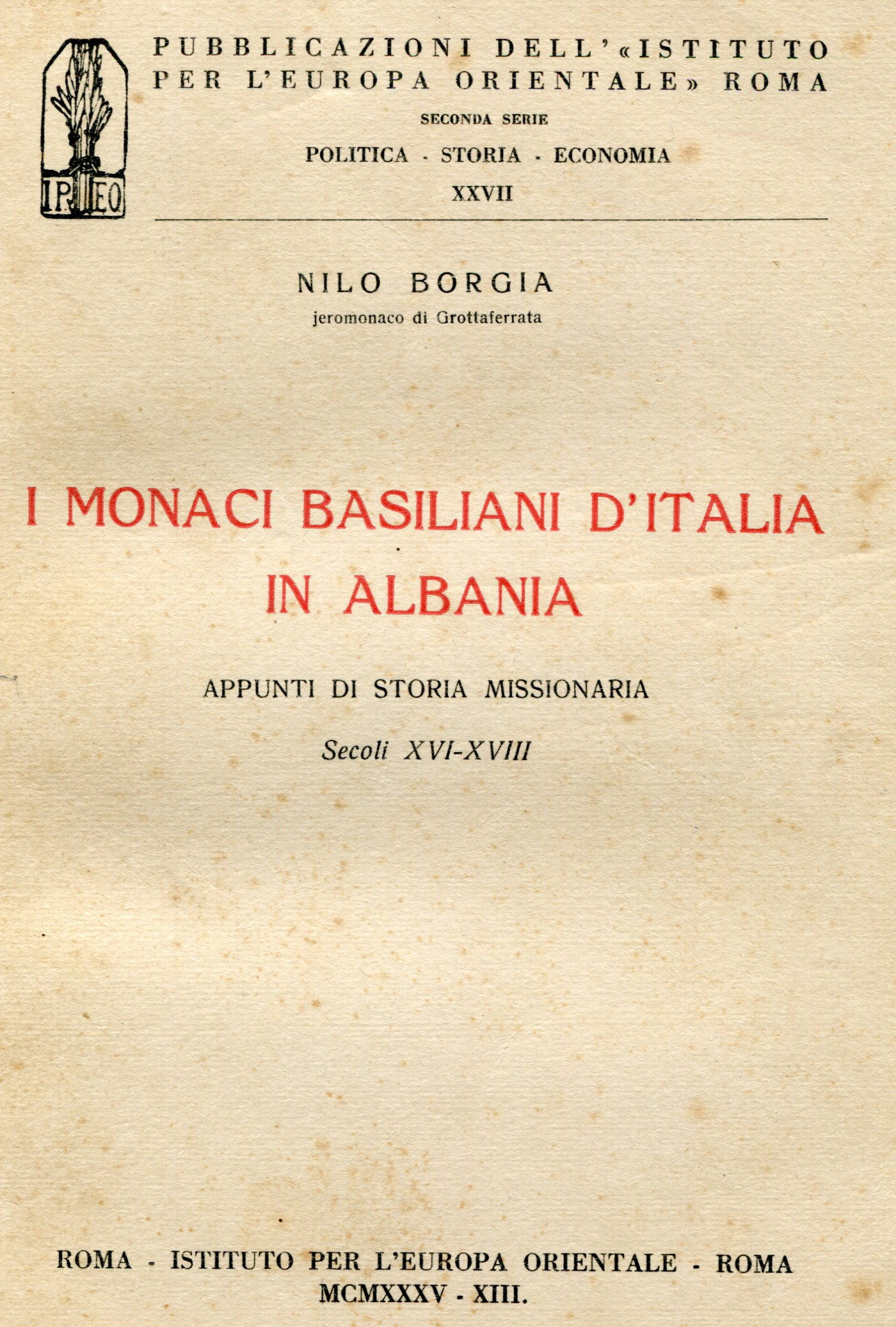
P. Nilo Borgia, I monaci Basiliani d'italia in Albania, Roma 1935-1943.

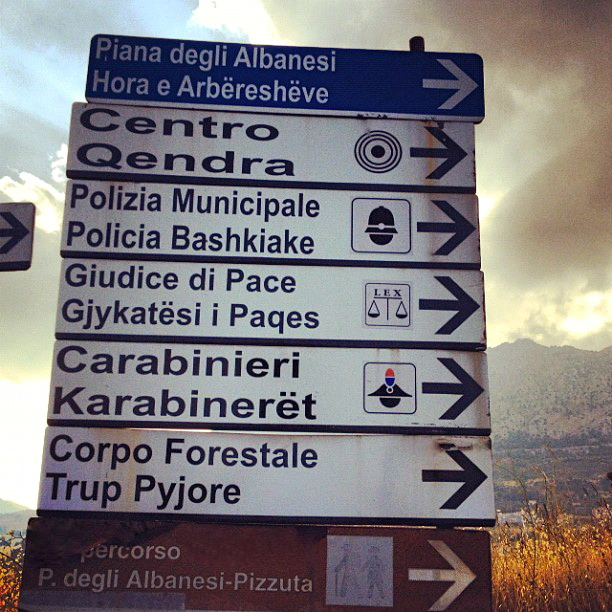
Cartelli stradali bilingue, in italiano e albanese, a Piana degli Albanesi (Provincia di Palermo).

La presenza della storica minoranza albanese d'Italia sul territorio è ponte naturale di contatto e profondo legame che lega l'Italia e l'Albania: dalle relazioni religiose (le missioni dei monaci basiliani italo-albanesi nel sud d'Albania nel XVII sec. e le più recenti missioni dei monaci di Grottaferrata e delle suore Basiliane Figlie di Santa Macrina nuovamente in Albania nel XX sec., alle circoscrizioni bizantine della Chiesa cattolica italo-albanese di Lungro (CS), Piana degli Albanesi (PA) e il Monastero di Grottaferrata (RM), alle interazioni universitarie (le varie Cattedra di Lingua e Letteratura Albanese nelle Università degli Studi di Napoli, Palermo, Roma, Cosenza, Firenze, Padova, Bari), politiche (es. i contatti dell'italo-albanese Francesco Crispi, Terenzio Tocci e tanti altri con la Madre patria), culturali (già al tempo della diaspora, con Papàs Luca Matranga (1567 – 1619) autore del primo testo della letteratura arbëreshe, sino ad oggi), alle manifestazioni folcloristiche (es. Festival di Argirocastro), sino a quelle più recenti sportive. 
Negli ultimi anni sempre più lo Stato albanese si sta mobilitando per la difesa della lingua arbëreshe.

## Visite
Il 24 novembre 2008, l'allora primo ministro Silvio Berlusconi, incontrò a Tirana il suo equivalente albanese, Sali Berisha. In occasione di questa visita, fu firmato un accordo riguardante la costruzione di due centrali a carbone, finanziate dall'Italia, al fine di incentivare la crescita dell'economia albanese.
L'ex Presidente della Repubblica, Giorgio Napolitano visitò Tirana il 4 marzo 2014, incontrando il Presidente, il Primo ministro e il portavoce del Parlamento oltre a ad avere un incontro con la comunità italiana di Tirana. In seguito, il 10 marzo, i due governi firmarono un accordo di cooperazione in ambito energetico, volto a promuovere l'interconnessione e la diffusione di sistemi energetici. Questo accordo è stato un primo step verso il progetto del Gasdotto Trans-Adriatico, che trasporterà gas naturale proveniente dall'area del Mar Caspio in Italia e in Europa.

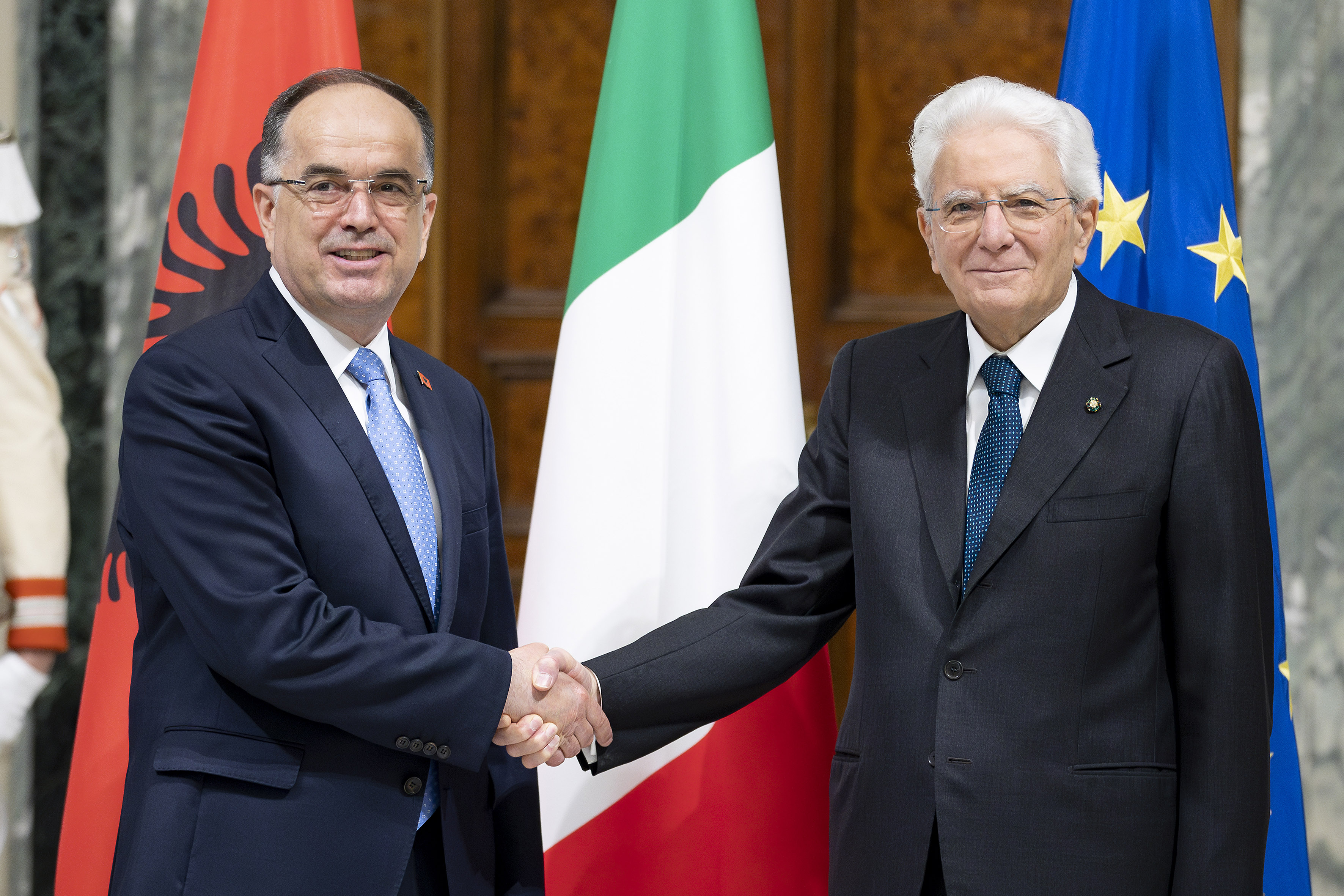
Sergio Mattarella con Bajram Begaj in visita ufficiale in Italia - Quirinale 26 maggio 2023

Il 20 dicembre 2014, il primo ministro italiano Matteo Renzi visitò l'Albania, incontrando il primo ministro albanese Edi Rama, il presidente Bujar Nishani e i membri della comunità italiana di Tirana. Durante il suo discorso, Renzi definì l'Albania l'alleato più importante della regione e assicurò il supporto italiano alla futura integrazione dell'Albania nell'Unione Europea.
Quest'ultimo punto fu riaffermato dal Presidente della Camera dei deputati, Laura Boldrini, durante la sua visita a Tirana il 13 ottobre 2016.
In occasione di un incontro diplomatico tenutosi il 6 Marzo 2021 a Bari, il primo ministro albanese Edi Rama ha scherzosamente asserito che i napoletani sono come gli albanesi, guidano senza patente.